# Saint-Sever-de-Rustan
Saint-Sever-de-Rustan är en kommun i departementet Hautes-Pyrénées i regionen Occitanien i sydvästra Frankrike. Kommunen ligger i kantonen Rabastens-de-Bigorre som tillhör arrondissementet Tarbes. År 2022 hade Saint-Sever-de-Rustan 158 invånare.

## Befolkningsutveckling
Antalet invånare i kommunen Saint-Sever-de-Rustan
| Referens: INSEE |